# Alexandra Pavelková
Alexandra Pavelková (ur. 25 sierpnia 1966, w Zwoleniu) jest słowacką twórczynią literatury fantasy i science-fiction, recenzentką i tłumaczką.
W 2007 roku wydawnictwo Fabryka Słów wydało jej książkę Opowieści o Vimce, zawierającą opowiadania ze zbiorów Prokletá přísaha i Zlomená přísaha:
- Ciągłe ryzyko (Trvalé riziko)
- Kropla Bursztynu (Jantarová Kapka)
- Jeźdźcy z Kamieńca (Jezdci z Kamence)
- Dom Bólu (Dům bolesti)
- Kawałek cienia (Kousek stínu)
- Smocze drogi (Dračí cesty)
- Mniejsze i większe grzechy (Malé a veľké hříchy)
- Pawie pióro (Paví pero)
- Trochę zrozumienia (Trochu se pochopit)